# 汤霖 (元朝)
汤霖，字伯雨，元朝龙兴新建（今江西省南昌市新建区）人。
汤霖早年丧父，事母至孝。母亲曾经患有热病，换了好几个医生都没能见效。母亲不肯饮药，说：“只有得到冰，我的病才可愈。”当时天气甚热，汤霖求冰不得，好几天在池上号哭。忽听的池中戛戛有声，拭泪而视，是冰化成的水。于是取来给母亲吃，她的病最后好了。